# Убийства в йогурт-кафе
Убийства в йогурт-кафе (или Убийства в йогурт-кафе Остина, англ. Austin yogurt shop murders, англ. yogurt shop murders) — кровавое преступление, совершённое в городе Остин в штате Техас в декабре 1991 года. Были убиты четыре девочки-подростка в возрасте от 13 до 17 лет. Преступление так и не раскрыто до настоящего времени.

## Историография
Преступление широко освещалось как в средствах массовой информации штата Техас, так и в федеральных изданиях с момента его совершения и вплоть до 2009 года, когда расследование окончательно зашло в тупик, а осуждённые за совершение убийств подростки вышли на свободу по решению апелляционного суда. Отдельные статьи на эту тему выходили и в 2010-е годы. Среди авторов газетных статей о преступлении: неоднократная обладатель премии «Эмми» Эрин Мориарти и трижды финалист Пулитцеровской премии Морис Поссли.
В 2009 году вышла книга американского писателя и кинодеятеля Кори Митчелла «Невинные жертвы» (англ. «Murdered Innocents»), посвящённая событиям 6 декабря 1991 года и поискам убийц. В 2014 году глава, посвящённая этим событиям, появилась в книге Уильяма Уэбба «Кому убийства сошли с рук: 15 ужасных дел, которые заставят вас задуматься» (англ. «Getting Away With Murder: 15 Chilling Cold Cases That Will Make You Think»). Главу «Роберт Спрингстин и Майкл Скотт» в книге «Осуждая невиновных: камеры смертников и кризис системы правосудия Америки» (англ. «Convicting the Innocent: Death Row and America's Broken System of Justice»), изданной в 2016 году, посвятил социолог, профессор Лондонской школы экономики и политических наук Стенли Коэн.
Журналистке, обладательнице премий Национального фонда искусств США, Фонда Гуггенхейма, Техасского института литературы и Института искусств и литературы Миссисипи Беверли Лоури потребовалось более восьми лет, чтобы написать 384-страничную книгу «Кто убил этих девушек? Удручающий случай: убийства в йогурт-кафе» (англ. «Who Killed These Girls? Cold Case: The Yogurt Shop Murders»), включающую беседы автора со следователями, судебные протоколы и характеристику адвокатов, прокуроров и судей. По словам автора, Лоури пыталась исчерпать все возможные сценарии шокирующего убийства в ночь, когда город, по словам автора книги, «потерял свою невинность». Книга состоит из четырёх частей и начинается с отчёта о преступлении, затем воспроизводит биографию каждой из девушек, а также четырёх молодых людей, обвинявшихся в убийстве в 1999 году, решения Верховного суда США, которые повлияли на дело, множество различных вопросов, связанных с ним, но так и оставшихся без ответа.
В художественной литературе история преступления и его расследования получила отражение в романе «Смотрите, как мало: Роман» (англ. «See How Small: A Novel») Скотта Блэквуда, изданном в 2015 году.
В 2025 году в эфире телеканала HBO вышел четырёхсерийный документальный сериал Маргарет Браун «Убийства в йогурт-кафе» (англ. The Yogurt Shop Murders), исследующий не только само преступление, но и его последствия для семей жертв, а также ход расследования, которое продолжается по сей день.

## Место преступления и реконструкция событий

Сара Харбисон к 1991 году

Фирма «Brice Foods», которая владела франшизой «I Can’t Believe It’s Yogurt!», была техасской компанией, основанной в 1977 году братом и сестрой из Далласа, Биллом и Джулией Брайс, когда они были зачислены в Южный методистский университет, на деньги за обучение в качестве залога для покупки и реконструкции двух уже существующих йогурт-кафе. Они придумали логотип и название, подчёркивали нежирный характер продаваемого продукта, что тогда было популярно, и бросили учёбу.
6 декабря 1991 года семнадцатилетние Дженнифер Харбисон (англ. Jennifer Ann Harbison) и Элиза Томас (англ. Eliza Thomas) работали в вечернюю смену в кафе «Не верится, что это йогурт!» (англ. «I Can't Believe It's Yogurt!») в Остине. 15-летняя сестра Дженнифер Сара (англ. Sarah Harbison) и 13-летняя Эми Эйерс (англ. Amy Ayers) зашли, чтобы помочь им закрыть магазин на ночь. Известно, что Эми собиралась ночевать не дома, а у Харбисонов. Родителям Эми сообщила, что собирается поехать в торговый центр Northcross, не столько ради покупок (в кошельке у неё было пять долларов), сколько чтобы развлечься (здесь были кинотеатр с шестью экранами, ледовый каток, выставка произведений искусства).
«Они были такими милыми…», — утверждала мать одной из девочек Барбара Эйерс-Уилсон, — «Все четверо девушек были прекрасными детьми». Дженнифер Харбисон поступила на работу в кафе «Не верится, что это йогурт!» по совету Элизы Томас, которая работала здесь уже шесть месяцев, чтобы помочь отцу выплатить кредит за грузовик, который он недавно приобрёл. До этого Дженнифер работала в соседнем Альбертсоне, где помогала клиентам магазина, несмотря на своё хрупкое телосложение, переносить купленные товары через автостоянку в автомобили. Она выглядела как «маленькая куколка с пышными волосами», особенно в сравнении со своей склонной к полноте младшей сестрой.

Дженнифер Харбисон к 1991 году

Проведя большую часть своего детства на ранчо, Эми Эйерс ездила на лошадях с трёх лет. Она могла кататься на лошади целый день, не уставая и не скучая, часто носила ковбойскую шляпу в школу, хотела стать ветеринаром. Элиза также имела склонность к заботе о животных, в разное время у неё дома были раки, белые крысы, последним её увлечением была свинья. Также она много читала и пробовала себя на поприще сочинительства. Её родители были разведены и с матерью она проживала только часть 1991 года, а до этого жила с отцом и его второй женой. Родители Элизы Томас дважды подъезжали в этот день к кафе, чтобы проведать дочь. В 21:45 вечера это сделала Мария Томас, а в 22:00 — Джеймс Томас. Оба они видели всех четырёх девушек. Магазин закрывался обычно в 23:00.
В 23:47 проходивший мимо кафе офицер полиции сообщил в участок, что видит огонь в помещении магазина. В 23:53 первая машина пожарной службы прибыла на место пожара. Время в пути составило шесть минут, так как машина первоначально отправилась по ошибочному адресу. Пожарным пришлось взломать входную дверь магазина, так как она была заперта ключом изнутри, остававшимся в замке. Они действовали наугад, так как ничего не могли видеть в магазине из-за дыма. После того, как огонь удалось потушить, пожарные обнаружили тело Эйерс, а затем и тела других девушек (в заднем помещении магазина). Эйерс была найдена лежащей в «среднем» помещении магазина. Она была без одежды и лежала лицом вниз. Рядом с ней был пустой денежный ящик. Медицинский эксперт определил, что причиной смерти являлось удушение и огнестрельные ранения в голову. Была извлечена пуля 22 калибра.
Все три девочки были застрелены выстрелом в голову, самая маленькая из них Эми получила две пули в голову. Они были раздеты и связаны своей одеждой, во рту у них были кляпы. Преступники устроили в кафе поджог, чтобы замести следы. Значительную часть улик смыла вода, которую использовали пожарные при тушении огня. Очевидец сравнивал увиденное с тем, что он наблюдал во время войны во Вьетнаме. Тела трёх девушек были сложены друг на друга (за исключением самой младшей — Эми). По крайней мере одна из них (по сообщениям одних СМИ — Сара Харбисон, а по данным других — Эми Эйерс) подверглась изнасилованию. Тело и лицо Элизы Томас, которая лежала на ней, были изуродованы огнём до неузнаваемости, и она была идентифицирована только благодаря стоматологическим записям. Эксперты утверждали, что тело Дженнифер Харбисон первоначально лежало на двух других телах, однако было найдено рядом. Ни она, ни Элиза Томас не подвергались сексуализированному насилию. В углу возле задней двери магазина следователи обнаружили кучу обгоревшей одежды девочек: остатки джинсовой ткани, а также пряжку в форме сердца, принадлежавшую Эми.
Пожар был настолько интенсивным, что найденное на месте преступления пришлось просеять, чтобы найти доказательства. Так были найдены кошелёк и кольцо, принадлежавшие Саре Харбисон. Полицейские были удивлены, что преступники потратили большое время и приложили немалые усилия, чтобы по какой-то причине снять это кольцо, но не забрали его с собой.

## Версии следствия
В какой-то момент у полиции было 342 подозреваемых одновременно. «Большое количество людей», по сообщениям прессы, признались в убийствах, совершённых в йогурт-кафе, начиная от психически больных и заканчивая теми, кто ищет славу.

### Основная версия следствия

Морис Эрл Пирс в 1999 году

Детективы Джон Джонс и Майк Хаккаби, которым первоначально было поручено расследование, вели одновременно несколько дел и не знали, в каком направлении вести поиски преступников. Было известно, что в преступлении использовалось два разных оружия (оружие 22 калибра — из него были застрелены три жертвы, и 38 калибра — одна), поэтому следователи сосредоточились на молодом человеке, который был вскоре задержан с револьвером 22 калибра в общественном месте.
- Это был Морис Эрл Пирс (англ. Maurice Earl Pierce (1975—2010), полиция тогда была убеждена, что он был вдохновителем преступления, но у них не было доказательств, подтверждающих это. Револьвер 22 калибра, который у него был найден, по результатам баллистической экспертизы, не был оружием, использованным в йогурт-кафе[3][18]. В 1989 году он посещал седьмой класс средней школы Ламар. Затем он был переведён в среднюю школу Доби, а затем — в школу Роббинса (была альтернативной школой[англ.]; в настоящее время закрыта). Пирс перестал посещать школу и занимался временными работами по найму, включая работу няней детей своей сестры. Он вновь поступил в девятый класс в среднюю школу Андерсона, но бросил через три месяца. До ареста у него были только незначительные правонарушения. Ему было 16 лет[19]. Следствие сосредоточилось также на его друзьях:
- Майкле Джеймсе Скотте (англ. Michael James Scott, род. в 1974). В 1991 году Скотт был второкурсником в средней школе Маккаллум. Он был вынужден повторно учиться в 10 классе. Ему было 17 лет[19].
- Роберте Барнсе Спрингстине IV (англ. Robert Burns Springsteen IV Jr., род. в 1974, в пятницу, 6 декабря, в тот же день, когда были совершены убийства, отец Спрингстина вызвал полицию, чтобы сообщить о своём сыне и жившем в том же кондоминиуме Скотте как пропавших без вести; он сказал, что они вдвоём ушли в среду, 4 декабря 1991 года, но так не вернулись домой[11]). Спрингстин родился в Чикаго. Его родители развелись, когда ему было полтора года. Он переехал в Западную Виргинию с матерью. Его отец жил в Остине. Спрингстин переехал к нему и жил с ним в течение 1991 года. Он работал по найму, полицейским подросток сообщил, что бросил школу, но по документам школы Маккаллум он продолжал числиться её учеником на момент преступления[19].
- и Форресте Уэлборне (англ. Forrest Welborn, род. 1976, во время убийств ему было 15 лет, позже не было найдено никаких доказательств, чтобы связать его с этими убийствами, кроме показаний Майкла Скотта, сделанных под давлением полиции, сам Уэлборн всегда отрицал своё участие[20]). До событий в кафе он совершал лишь мелкие преступления. Пожелавший остаться анонимным друг Уэлборна, который знал всех четырёх подозреваемых, сообщил журналистам, что Уэлборн был самым тихим из этой группы[19].

Эти четверо молодых людей, возможно, проводили вместе вечер этого дня. Во время допроса Пирс сказал, что он предоставил оружие на время своему другу Форресту Уэлборну, а Уэлборн использовал его для совершения убийств в магазине йогурта. Допрошенный Уэлборн отрицал какую-либо причастность к этому преступлению, но сказал следователям, что он, Пирс, Спрингстин и Скотт в субботу, 7 декабря 1991 года (на следующий день после преступления в кафе) украли автомобиль Nissan Pathfinder, а в воскресенье все они отправились на нём в Сан-Антонио. Прокурор на суде утверждал, что по дороге Спрингстин остановился, чтобы купить газету и внимательно прочитал сообщения об убийствах, а затем передал содержание прочитанного всем сидевшим в автомобиле.
По утверждению полиции, задержанные Спрингстин и Скотт сделали признание, но через несколько минут отказались от них. «О, ну, я … я просто шутил», — заявил якобы один из них. Когда баллистическая экспертиза не смогла связать пистолет с пулями, выпущенными в кафе, все четверо были освобождены.

### Новое следствие по основной версии и суд
Детектив Джон Джонс получил повышение до сержанта и переведён на другое расследование. Следствие по убийствам в йогурт-кафе продолжалось, но без результатов. Оно оживилось в 1996 году, когда было поручено детективу Полу Джонсону. В феврале 1998 года полиция перешла к активным действиям. Полицейские повторно допросили Скотта по телефону, но он отрицал причастность. 9 сентября 1999 года Скотт снова был допрошен, на этот раз в полицейском участке. Во время 12-часового допроса Скотт проговорился, что знает убийц. 10 сентября допрос возобновился. В конечном счёте Скотт сказал, что он, вероятно, застрелил одну из девочек, так как один раз выстрелил из пистолета, и что именно он поджёг магазин. 13 сентября Скотт сказал, что он помнит, как видел Пирса с одной из девочек в отдельной комнате в йогурт-кафе. Кроме того, Скотт сказал, что револьвер 22 калибра, использованный в магазине, — оружие Спрингстина. Он мало помнил о другом оружии и думал, что это полуавтоматический калибр 38. Спрингстин был арестован в Чарльстоне, Западная Вирджиния, где он к этому времени жил (когда это произошло, он был уже женат и работал в столовой). Полиция Чарльстона 15 сентября 1999 года сняла на видеокассету сделанное им в ходе допроса признание в сексуализированном насилии и убийстве одной из жертв (Эми Эйерс, — из оружия 38 калибра, это оружие так никогда и не было найдено). Пирс был арестован в Льюисвилле, недалеко от Далласа. Он был женат, у него была дочь. С супругой Морис встречался в течение 10 лет, прежде чем жениться в 1997 году. Скотт бросил школу через год после убийств в 1992 году. Позже он переехал и работал в ремонтной мастерской в Сан-Антонио. Он женился в Остине в марте 1998 года. Уэлборн ушёл из средней школы Маккаллум в 1993 году. Он открыл авторемонтный магазин в Локхарте, где жил, когда его арестовали.
В руках полицейских было шесть письменных признаний к началу суда. Некоторые из них были весьма убедительны. Однако детективы считали, что любое «признание» должно было быть подкреплено твёрдыми доказательствами. Полицейская версия гласила, что эти четверо подростков планировали ограбить йогурт-кафе. Трое из них вошли в помещение; Форрест Уэлборн остался снаружи в автомобиле, чтобы наблюдать за округой. Позже что-то пошло не так, и преступление закончилось четырьмя убийствами. С Форреста Уэлборна впоследствии обвинения были сняты. Ещё спустя некоторое время они были сняты и с Мориса Пирса. Пирс провёл три года в тюрьме в ожидании суда и был освобождён в 2003 году из-за нехватки доказательств его виновности, при этом прокурор заявил, что Пирс всё ещё остаётся подозреваемым, и что сам будет продолжать работать над версией его участия в преступлении. В нескольких беседах с журналистами семья освобождённого Пирса нарисовала портрет любящего сына, брата и отца. В качестве аргументов использовались стопки фотографий последних лет во время семейных ужинов и с его дочерью на выпускном вечере.
Против Майкла Скотта и Роберта Спрингстина были только их собственные признания, и они утверждали, что эти признания были даны ими под принуждением. В мае 2001 года Спрингстин предстал перед судом в ходе процесса об убийствах в йогурт-кафе. Вскоре перед судом предстал и Майкл Скотт. Суд присяжных признал Спрингстина и Скотта виновными в убийствах, несмотря на их настойчивые утверждения, что признания были даны под принуждением со стороны следователей, которые таким образом рассчитывали успокоить жителей города. 30 мая 2001 года Спрингстин был приговорён к смертной казни (приговор позже был заменён на пожизненное заключение, так как Верховный суд США постановил, что несовершеннолетние не могут быть приговорены к смертной казни), а Скотт 22 сентября 2002 года получил пожизненное заключение, после того, как присяжные не смогли единогласно принять решение о смертном приговоре. Его обвинительный приговор был основан главным образом на 20-часовой видеозаписи допроса, в ходе которого он признал участие в преступлении. Как Спрингстин, так и Скотт утверждали, что признание было ложным и результатом принуждения со стороны следователей.

### Апелляции Спрингстина и Скотта
Техасский суд по уголовным апелляциям в 2006 и 2007 годах соответственно отменил решения суда по Спрингстину и Скотту, постановив, что их признания были неправильно использованы друг против друга. По мере того, как дела были подготовлены для повторного судебного разбирательства, адвокаты заключённых попросили провести тесты ДНК. Обвинение согласилось, поскольку тестирование ДНК стало значительно более совершенным за 17 лет с момента совершения преступления. Спрингстин и Скотт подали иски в государственный и федеральный суд, требуя компенсации за годы проведённые в заключении, но эти иски не были удовлетворены.
Несмотря на прекращение дела в отношении четырёх юношей, сомнения в их причастности сохранились. Так детектив Джей Свонн настаивает до настоящего времени на виновности Спрингстина, Скотта и Пирса. Пирс, который оставался подозреваемым, несмотря на то, что его не привлекали к суду, был смертельно ранен в 2010 году после того, как ударил полицейского ножом в шею во время задержания в Остине.

### Версия, появившаяся в 2009 году

Кеннет Макдафф в 1990 году

В 2009 году новые результаты анализа ДНК, которые не были возможны во время первоначального расследования, нарушили ход расследования дела четырёх подростков, обвиняемых в убийствах в йогурт-кафе, после того как была обнаружена ДНК неизвестного мужчины в ходе анализа биоматериала, который был найден на одежде, использованной для связывания запястий Элизы Томас. ДНК другого неизвестного была обнаружена сразу у двух жертв: Эми Эйерс и Дженнифер Харбисон. Он не соответствовал биоматериалу Пирса, Спрингстина, Скотта и Уэлборна. Частичный ДНК третьего лица был найден на теле Дженнифер Харбисон. Единственный человек, идентифицированный на основе полученных ДНК, был бойфрендом одной из старших девочек. Полиция не стала рассматривать его в качестве подозреваемого. Прокуроры взяли на исследование образцы ДНК более 100 человек, которые работали над биоматериалом, в том числе пожарных и лаборантов, которые, возможно, случайно прикасались к уликам.
Версия, подробно изложенная в книге Б. Лаури, получила «общую поддержку» адвокатов Спрингстина и Скотта, а также первого полицейского, оказавшегося на месте происшествия. Эта версия настаивает на существовании двух неизвестных мужчин, которые вошли в магазин непосредственно перед закрытием, и указывает на конкретные доказательства их присутствия в помещении: невскрытая банка с колой со стоящей рядом ёмкостью для льда и заслуживающие доверия свидетельства двух ночных клиентов, стулья за одним столиком не были подняты, держатель салфеток на нём был пуст (в отличие от всех других столиков). Согласно заявлениям полиции, супружеская пара, покидавшая кафе перед самым закрытием, видела, что двое мужчин всё ещё сидят за столиком и ведут себя подозрительно.
По словам Дирла Крофта, бывшего полицейского, который в 1991 году возглавлял охранную компанию и посетил магазин около 22 часов, чтобы купить йогурт, он заметил незнакомца в военизированной куртке защитного цвета. Этот человек расхохотался, поговорил с другими клиентами, а Крофта спросил, был ли он полицейским. Когда незнакомец, наконец, подошёл к прилавку, он заказал только банку содовой. После того, как незнакомец расплатился, он направился вокруг прилавка к задней части магазина. Когда Крофт спросил, куда он ушел, то Элиза Томас ответила, что позволила ему воспользоваться туалетом. Крофт был обеспокоен и провёл у прилавка ещё несколько минут, чтобы увидеть, вернулся ли этот человек. Когда его йогурт начал таять, Крофт покинул магазин, так и не дождавшись возвращения мужчины. Он смог дать подробное описание человека, которого видел: белый мужчина ростом около 6 футов, больше 25 лет, среднего телосложения, длинный, заостренный нос, тёмные волосы, аккуратно выбритый подбородок, чёткий, глубокий голос. Крофт не мог идентифицировать подозреваемого среди фотографий, предоставленных ему полицией, включая снимки четырёх официальных подозреваемых.
Жертвы преступления были энергичными и сильными уличными девушками, которые активно занимались фермерством. По мнению адвокатов, если бы четверо подростков, не отличавшихся выдающейся силой, попытались на них напасть, то подобное событие закончилось бы для них неудачей. Владелец соседнего магазина заявил, что ничего не слышал, кроме нескольких «шумов», которые как предполагали адвокаты, были звуками выстрелов. Это возможно только в том случае, если бы нападавшие были взрослыми мужчинами и, вероятно, людьми со значительным преступным опытом.
«По этой версии, как только [клиенты] взяли свои пакеты с йогуртом и ушли домой, Дженнифер закрыла входную дверь (когда пожарные прибыли в кафе в ту ночь, входная дверь всё ещё была заперта), перевернула табличку „Открыто“ и продолжила уборку», — писала Лаури в своей книге о преступлении в Остине, — «Двое мужчин всё ещё сидели в магазине. Девочки болтали…». Распорядок дня в магазине позволял сотрудникам запереть передние двери за 10 минут до закрытия. Сотрудники в это время не выгнали бы никого, уже находящегося в магазине, но они не хотели, чтобы кто-то ещё приходил, когда они убирались и закрывали магазин на ночь. Лаури предположила, что незнакомец заказал колу, Элиза должна была наклониться, чтобы достать банку в холодильнике под прилавком, а когда она встала, возможно, один из преступников уже прицеливался в неё из ружья.

### Версия о серийном убийце
Среди первых подозреваемых в совершении убийств в йогурт-кафе был серийный убийца Кеннет Макдафф (1946—1998). Эта версия позже была отвергнута. В 1966 году Макдафф вместе с Роем Дейлом Грином убил своего отца Джона Макдаффа и залил бетоном его тело. После этого на бейсбольной площадке в Эверманеони похитили троих молодых людей, вспоследствии убив их: 18-летнего Роберта Брэнда, его подругу, 16-летнюю Эдну Луизу Салливан (она также подверглась изнасилованию) и 16-летнего Марка Данмэна, кузена Брэнда. Макдафф получил по решению суда три смертных приговора, а Грин — 25-летний тюремный срок. Макдафф не был казнён. Из-за переполненности техасских тюрем он вышел на свободу в 1989 году. Через три дня после освобождения жертвой Макдаффа стала 31-летняя Сарафия Паркер. Позже жертвами Кеннета стали проститутки Бренда Томпсон и 17-летняя Реджиния Ди Энн Мур. В 1991 году Макдафф убил Коллин Рид, похитив её в присутствии нескольких свидетелей. Он переехал в Канзас-Сити и устроился мусорщиком под именем Ричард Фаулер, но был опознан и арестован. Всего преступник подозревался в убийстве 14 человек. Макдафф был осуждён на смертную казнь, и в ноябре 1998 года приговор был приведён в исполнение.